# آیریس ماریون یانگ
آیریس ماریون یانگ (انگلیسی:  Iris Marion Young؛ ۲ ژانویه ۱۹۴۹ – ۱ اوت ۲۰۰۶) نظریه‌پرداز سیاسی و فمینیست سوسیالیست اهل ایالات متحده آمریکا بود. او به عنوان استاد علوم سیاسی در دانشگاه شیکاگو فعالیت می‌کرد و به مرکز مطالعات جنسیت و برنامه حقوق بشر در دانشگاه وابسته بود. تحقیقات او تئوری سیاسی معاصر، نظریه اجتماعی فمینیستی و تحلیل هنجاری سیاست عمومی را پوشش می‌دادند. او به اهمیت فعالیت سیاسی اعتقاد داشت و دانشجویان خود را تشویق می‌کرد تا در فعالیت‌های اجتماعی شرکت کنند.

## اوایل زندگی
یانگ در شهر نیویورک متولد شد و در رشته فلسفه تحصیل کرد؛ و با درجه ممتاز در کالج کوئینز فارغ‌التحصیل شد. او در سال ۱۹۷۴ مدرک کارشناسی ارشد و دکترای فلسفه را از دانشگاه ایالتی پنسیلوانیا دریافت کرد.

## فعالیت‌ها
قبل از رفتن به دانشگاه شیکاگو، او به مدت ۹ سال فلسفهٔ سیاسی را در دانشکده تحصیلات تکمیلی امور عمومی و بین‌الملل در دانشگاه پیتسبورگ تدریس کرد و قبل از آن در چندین مؤسسه از جمله مؤسسه پلی‌تکنیک ورسستر و دانشگاه میامی به تدریس فلسفه پرداخت. در طول ترم تابستان ۱۹۹۵ یانگ استاد فلسفه در دانشگاه یوهان ولفگانگ گوته در فرانکفورت آلمان بود. یانگ در چندین دانشگاه و مؤسسه در سرتاسر جهان، از جمله مؤسسه مطالعات پیشرفته در پرینستون، نیوجرسی، مؤسسه علوم انسانی در وین، دانشگاه ملی استرالیا، دانشگاه کانتربری در نیوزیلند و علوم انسانی، بورسیه‌های بازدیدکننده برگزار کرد.

## فعالیت‌های فلسفی
علایق یانگ طیف وسیعی داشت؛ که از جمله آن‌ها می‌توان نظریه‌های عدالت در تاریخ معاصر اشاره کرد.

### پنج وجه ظلم
در میان ایده‌های آیریس ماریون یانگ، مشهورترین آن‌ها «پنج وجه ظلم» است. یانگ با ترکیب نقدهای فمینیستی، دگرباشان، پساساختارگرا، و پسااستعماری و مارکسیسم کلاسیک، استدلال کرد که پنج نوع از ستم بنیادی هستند و باید آن‌ها را از دیگر ابعاد بی‌عدالتی متمایز کرد. این پنج نوع از ظلم عبارت‌اند از:
- بهره‌کشی
- حاشیه‌نشینی
- ناتوانی
- سلطهٔ فرهنگی
- خشونت

## اواخر زندگی
آیریس با دیوید الکساندر ازدواج کرد و صاحب یک فرزند دختر به‌نام مورگن الکساندر یانگ شدند.
در تاریخ ۱ اوت ۲۰۰۶، یانگ پس از ۱۸ ماه مبارزه با سرطان مری، یانگ در خانه خود در محله هاید پارک شیکاگو در سن ۵۷ سالگی درگذشت.

## یادبودها
به پاس کار او با مرکز مطالعات جنسیتی در دانشگاه شیکاگو، مجموعه سخنرانی‌های استادهای برجسته این مرکز در نوامبر ۲۰۰۶ به افتخار او تغییر نام داد. علاوه بر این، برنامه مطالعات جنسیت، جنسیت و زنان دانشگاه پیتسبورگ، با همکاری دانشکده تحصیلات تکمیلی روابط عمومی و بین‌الملل دانشگاه پیتسبورگ، جایزهٔ آیریس ماریون یانگ را برای مشارکت سیاسی در سال ۲۰۰۸ به منظور گرامی‌داشت یاد یانگ و قدردانی از استادها ایجاد کرد.
یانگ همچنین در دانشگاه ایالتی پن از طریق مجموعه‌ای از هدایا مورد تجلیل قرار گرفت که جایزه پژوهشگر تنوع جوان آیریس ماریون را به عنوان بخشی از انجمن اخلاق فمینیستی و نظریه اجتماعی و فلسفه مؤسسه اخلاق راک در یک مؤسسه تابستانی کلیدی فراگیر ایجاد کرد. این مؤسسه برای تشویق دانشجویان مقطع کارشناسی از گروه‌های کم‌نماینده به مطالعه آینده در زمینه فلسفه طراحی شده‌است. به دانش‌آموزانی که بخشی از این مؤسسه تابستانی هستند، جایزه تنوع جوان آیریس ماریون اعطا می‌شود و تحصیلات آنها در طول مؤسسه شامل کارهای او می‌شود.
در سال ۲۰۰۹، انتشارات دانشگاه آکسفورد جلد ویرایش شده‌ای را با عنوان رقصیدن با آیریس: فلسفه آیریس ماریون یانگ به فلسفه یانگ منتشر کرد.
انجمن علوم سیاسی آمریکا جایزه اوکین یانگ در نظریه سیاسی فمینیستی را به افتخار یانگ و سوزان مولر اوکین اعطا می‌کند.